# Явор'є
Яво́р'є — гірський масив у Словаччині, частина Західних Карпат.
Масив простягається із північного сходу на південний захід, між долиною річки Грон на півночі та Крупінським плоскогір'ям на півдні. На північному сході переходить у масив Поляна. Найвища точка — 1044 м.
Протікають річки Помясло і Секєр.
Склвдова частина — Яворянські пагорби.